# Sabin
Sabin – imię męskie pochodzenia łacińskiego. Wywodzi się od słowa sabinus oznaczającego pochodzący z Sabinów, plemienia zamieszkującego środkową Italię. Wśród patronów św. Sabin ze Spoleto, biskup i męczennik (†303).
Żeński odpowiednik: Sabina.
Sabin imieniny obchodzi: 17 stycznia, 9 lutego, 13 marca, 11 lipca, 20 sierpnia, 7 grudnia (dawniej 30 grudnia) i 11 grudnia.